# Risoluzione 458 del Consiglio di sicurezza delle Nazioni Unite
La risoluzione 458 del Consiglio di sicurezza delle Nazioni Unite, adottata il 14 dicembre 1979, ha rilevato un rapporto del Segretario generale secondo cui, a causa delle circostanze esistenti, la presenza della Forza di mantenimento della pace delle Nazioni Unite a Cipro (UNFICYP) sarebbe continuata a essere essenziale per una pacifica stabilizzazione. Il consiglio ha espresso le sue preoccupazioni in merito ad azioni che avrebbero potuto aumentare le tensioni e ha chiesto al Segretario generale di riferire nuovamente entro il 31 maggio 1980 per seguire l'attuazione della risoluzione.
Il consiglio ha riaffermato le sue precedenti risoluzioni, inclusa la risoluzione 365 (1974), ha espresso preoccupazione per la situazione, ha esortato le parti coinvolte a lavorare insieme per la pace e ancora una volta ha esteso lo stazionamento della Forza a Cipro, stabilito nella risoluzione 186 (1964), fino al 15 giugno 1980.
La risoluzione è stata adottata con 14 voti contrari; la Repubblica Popolare Cinese non ha partecipato alla votazione.